# Furacão Henri (2021)
O Furacão Henri foi um ciclone tropical que atingiu o nordeste dos Estados Unidos. É a oitava depressão tropical, oitava tempestade nomeada e o terceiro furacão da temporada de furacões no oceano Atlântico de 2021.
Henri originou um sistema de baixa pressão bem definido a 320 km a norte-nordeste das Bermudas. 18 horas depois, o sistema fortaleceu-se para a Tempestade Tropical Henri.  Henri continuou a mover-se lentamente para sul, e mais tarde para sudoeste. Henri continuou a se fortalecer constantemente, atingindo seu pico de intensidade com ventos de 110 km/h (70 mph) e uma pressão de 994 mbar no início de 19 de agosto. Pouco depois, o forte cisalhamento do vento enfraqueceu ligeiramente Henri. Eventualmente, este sistema foi classificado como um furacão de categoria 1 pelo Centro Nacional de furacões.

## História da tormenta
Às 00:00 UTC de 15 de agosto, O Centro Nacional de Furacões começou a monitorar uma pequena, mas bem definido sistema de baixa pressão a 200 quilômetros ao norte-nordeste de Bermuda que posteriormente foi nomeado de "Invest 96L". Às 03:00 UTC de 16 de agosto, o sistema se intensificou para uma depressão tropical depois dos dados do satélite geoestacionário mostraram que a convecção estava organizada o suficiente para ser classificado como um ciclone tropical. 18 horas depois, às 21:00 UTC, o sistema foi classificado como uma tempestade tropical e recebeu o nome de Tempestade tropical Henri. Devido ao cisalhamento persistente do vento, o centro estava perto da borda ocidental de sua convecção.
No dia 21 de agosto, o NHC atualizou o status de Henri para furacão de categoria 1 após chegar ao litoral leste dos Estados Unidos

## Estragos
Os cortes de energia foram generalizados na maior parte de Nova Inglaterra devido aos impactos de Henri. Pelo menos 140.000 casas sofreram interrupções de Nova Jersey até Maine. As condições se deterioraram rapidamente na manhã em que a tormenta se deslocava, com algumas áreas indo de tempo calmo a tempestade tropical em pouco mais de meia hora.

#### Nova York
A precipitação recorde de 1,94 polegada caiu em apenas uma hora no Central Park, a hora mais chuvosa já registada para a cidade de Nova York.  Mais de 6 polegadas caíram no Brooklyn durante a noite em 21 de agosto, com 4 - 5 polegadas caindo em outras áreas da cidade.  Um concerto,  WE LOVE NYC: The Homecoming Concert , que seria realizado no Central Park, foi adiado naquela mesma noite devido a relâmpagos e clima adverso.  O registro de chuva por hora foi o mais chuvoso em 150 anos, e os motoristas do Brooklyn abandonaram seus carros depois que uma enchente na cintura inundou seus veículos. 4,45 polegadas no total caíram durante 21 de agosto, o  maior total em um dia para a cidade, enquanto o total de 7,01 polegadas foi o maior desde a furacão Irene em 2011.

#### Rhode Island
Na manhã de 22 de agosto, mais de 58.000 pessoas estavam sem energia em Rhode Island, com interrupções sendo particularmente generalizadas no Condado de Washington, Rhode Island.  As rajadas de vento atingiram mais de 120 km/h. Algumas árvores e postes de energia foram derrubados pela tempestade. Newport, Rhode Island foi poupada durante o pior da tempestade, um veleiro de 30 pés chamado Paws, que chegou à costa da cidade. No entanto, seu dono não foi encontrado. De acordo com o meteorologista Philip Klotzbach, Henri era a primeira tempestade que desembarcou em Rhode Island desde o Furacão Bob em 1991.

#### Nova Jersey
Em Nova Jersey, mais de 20 centímetros de chuva caíram na cidade de Cranbury. Em  Jamesburg a tempestade inundou as estradas. Até 14 polegadas de chuva caíram em Concordia antes do desembarque de Henri em Rhode Island,  causando inundações repentinas altamente significativas. Até 9 polegadas de chuva caíram no estado também, trazendo fortes inundações em vários áreas.  Inúmeras estradas foram fechadas em Middlesex, com veículos submersos nas enchentes.  Casas foram inundadas com até 3 pés de água em Cranbury, e algumas residências e empresas foram inundadas em Milltown. No início da tarde de 22 de agosto, mais de 4.500 casas foram relatadas sem energia no estado. Uma pessoa, na tarde de 22 de agosto postou um vídeo no Facebook mostrando pisos enlameados, uma geladeira virada e outros danos.

#### Connecticut
O solo saturado dos remanescentes da Tempestade tropical Fred, poucos dias antes da chegada de Henri, piorou a situação das enchentes no estado quando a tempestade passou.  O governador Ned Lamont afirmou que a chuva estava "caindo em cubos".  7.600 pessoas ficaram sem energia na manhã de 22 de agosto. Árvores e cabos eletricos foram derrubados. Quatro asilos foram evacuados quando Henri atingiu a costa. Mais de 248 pessoas foram afetadas nas cidades de Old Saybrook, Mystic, Guilford e West Haven. A água da praia de Soundview transbordou, causando inundações na área.

#### Massachusetts
Rajadas de vento variando de 110 a 120 km/h por hora foram registradas. Em Oxford, uma grande árvore foi arrancada e caiu sobre uma casa.  As pessoas dentro dela - uma mãe e seus dois filhos (uma de 8 anos e uma de 21 meses) sobreviveram. Grandes ramos danificaram as calhas e o telhado da casa, no entanto, relatou-se que a casa ainda estava estruturalmente intacta. Devido aos solos saturados dos remanescentes da Tempestade tropical Fred, vários dias antes, a árvore caiu em partes, . Dois carros estacionados perto da árvore foram perdidos por ele. Uma casa de 300 anos foi danificada pela queda de uma árvore, apenas três anos depois de ter sido restaurada.  Felizmente, relatou-se que a casa ainda era estruturalmente sólida. Outras árvores caíram no estado, bloqueando estradas.

#### Outro lugar
Dois membros da família morreram afogados perto de um píer em Oak Island depois de serem pegos por fortes correntes marítimas produzidas como resultado de Henri.